# Adalbert Wunderlich
Adalbert Wunderlich (1791 České Budějovice – 14. června 1858 České Budějovice) byl český obchodník a v letech 1857 až 1858 starosta Českých Budějovic.

## Životopis
Adalbert Wunderlich se narodil roku 1791 v Českých Budějovicích. Byl zdejším uznávaným obchodníkem a měšťanem. Prodával sukno a módní oděvy. V roce 1836 se stal členem vedení prvního budějovického cukrovaru. 
Do politického dění vstoupil v roce 1850, kdy se stal členem městské rady. Na podzim 1857 byl zvolen starostou Českých Budějovic. Ve funkci nahradil Františka Josefa Klavíka. Za rok vlády se zasadil například o vybudování dětského domova. Jeho vedení města ukončila 14. června 1858 náhlá smrt. Starostou byl opět zvolen František Josef Klavík.
Jeho syn Adalbert Philipp Wunderlich, známější jako Adalbert Wunderlich mladší, byl politik a poslanec Českého zemského sněmu.